# Ephesiella pallida
Ephesiella pallida är en ringmaskart som beskrevs av Fauchald 1974. Ephesiella pallida ingår i släktet Ephesiella och familjen Sphaerodoridae. Inga underarter finns listade i Catalogue of Life.